# Lulworth Cove

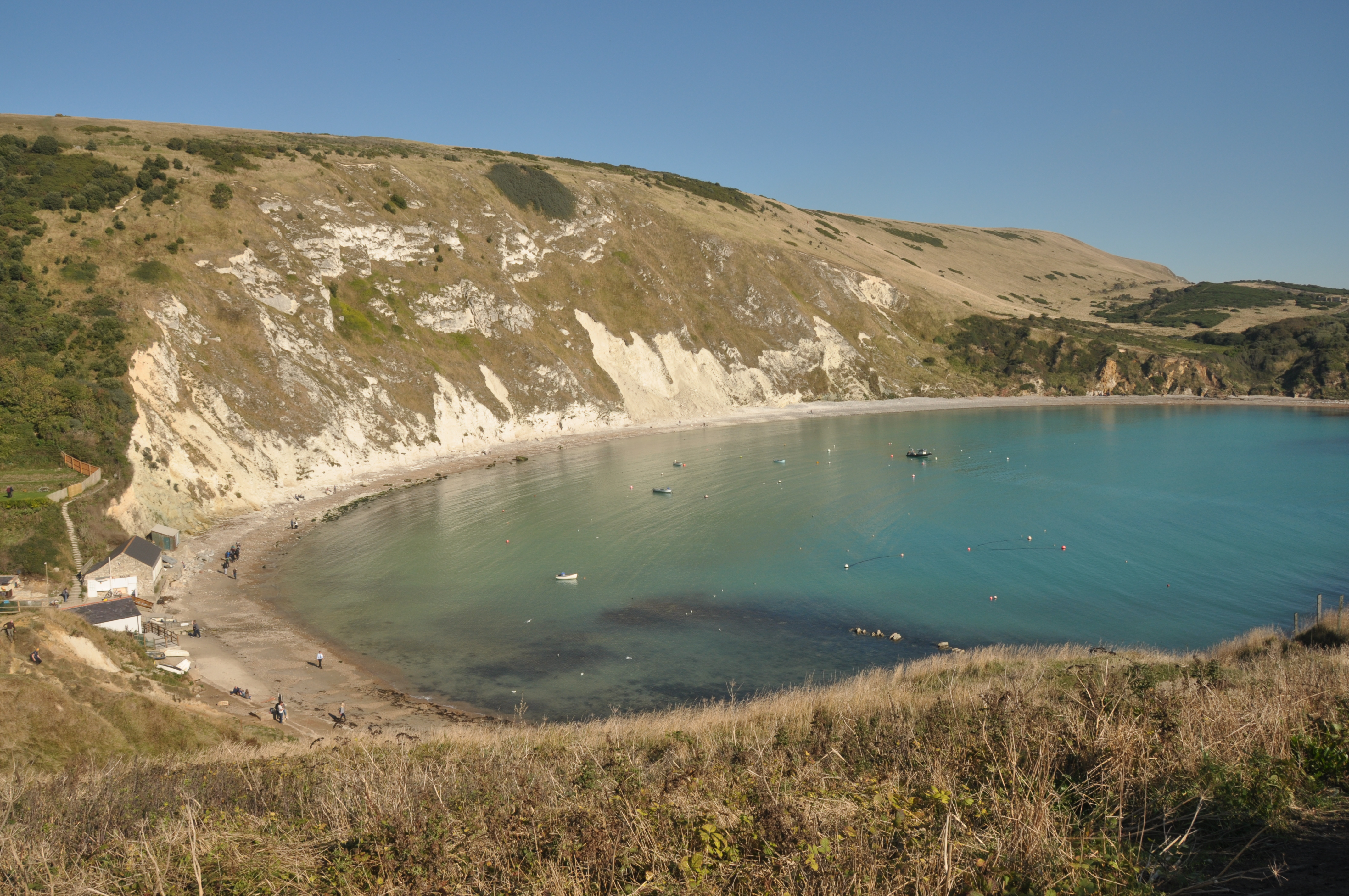
Lulworth Cove

Lulworth Cove é uma enseada perto da aldeia de West Lulworth, em Dorset, no sul da Inglaterra. A enseada é um dos melhores exemplos do mundo de uma forma de relevo e é uma localização turística com cerca de 500 mil visitantes por ano, dos quais cerca de 30% visitam em julho e agosto. Está perto do arco da rocha de Durdle Door no Costa Jurássica.